# Valorisation des déchets
 (août 2019).

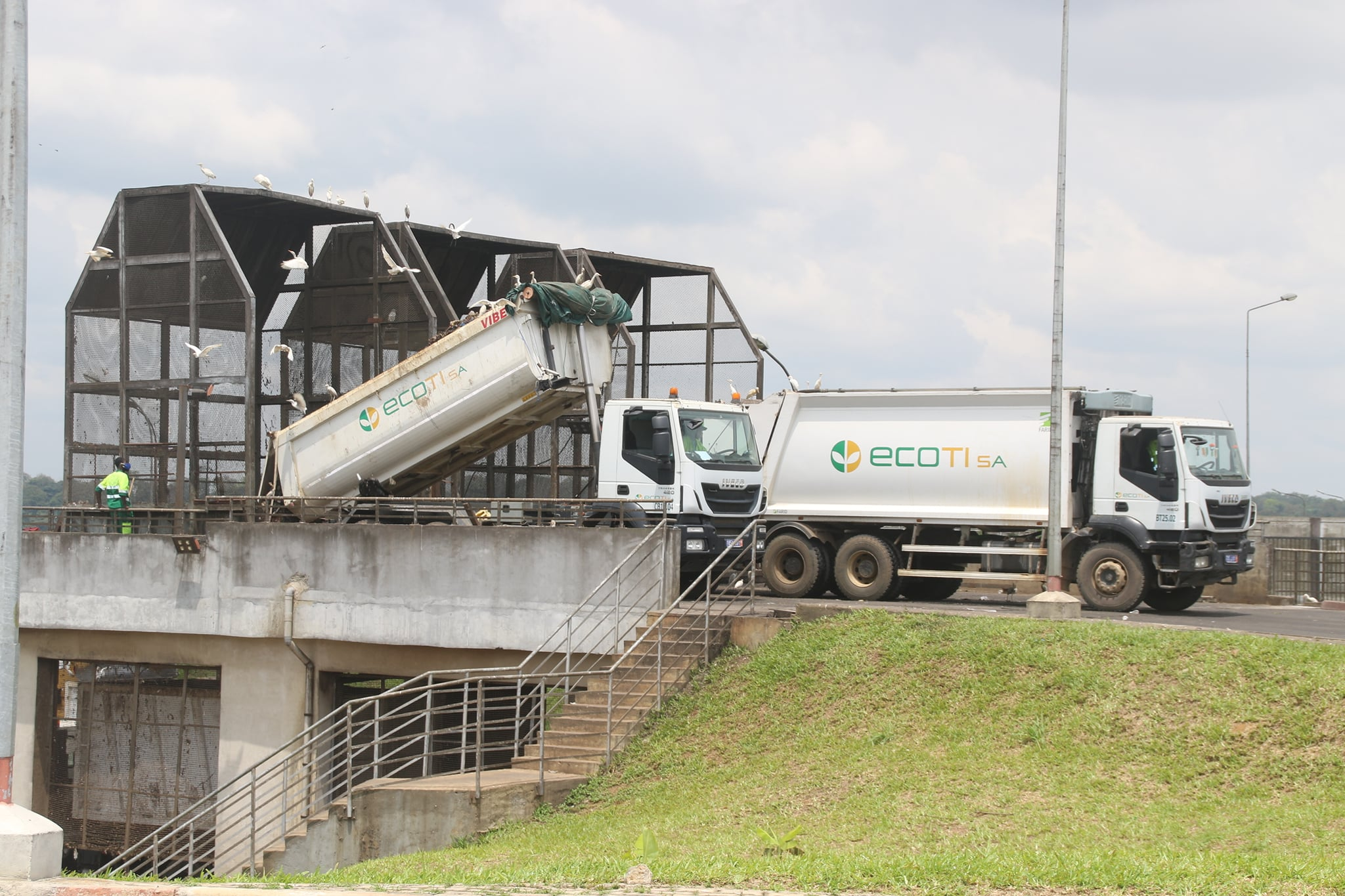
Un centre de valorisation des déchets en Côte d'Ivoire

La valorisation ou revalorisation  des déchets est un ensemble de procédés par lesquels on transforme un déchet matériel en un autre produit, matériel ou énergétique. Dans ce deuxième cas, on parle de valorisation énergétique. En gestion des déchets, la valorisation est généralement considérée comme une solution préférable à l'élimination.
Dans la loi relative à la transition énergétique pour la croissance verte votée en mai 2015, le gouvernement français appelle ainsi à favoriser la production d'énergie issue de la valorisation des déchets lorsqu'ils ne sont pas recyclables.
Certaines techniques de valorisation peuvent être également l'objet de controverses, notamment quand il s'agit de tri mécano-biologique ou d'unités d'incinération des ordures ménagères (UIOM) et de leurs impacts réels ou supposés sur la santé publique.

## Fractions à traiter

### Absence de traitement à la source
En l'absence de sélection ou tri à la source, les collectivités territoriales parlent d'ordures ménagères résiduelles (OMR). Du point de vue de celui qui analyse le contenu des poubelles ménagères sur le terrain, les déchets non triés posent un problème de traitement considérable, ce qui rend le tri des ménages aussi important. En général, les ordures ménagères résiduelles (celles ne pouvant être triées car amalgamées avec d'autres déchets) se retrouvent ainsi dans des "décharges". Au fil des années, le concept de décharges a évolué. On ne parle plus de Centres de stockage et de déchets ultimes (CSDU) mais d'Installations de stockage de déchets non dangereux (ISDND) - un changement lexical dont l'objectif était de refléter le cadre réglementaire de plus en plus strict.
Ces installations classées pour la protection de l'environnement (ICPE) sont soumises à autorisation. Malgré l'évolution législative, l'installation nouvelle d'une ISDND est généralement un facteur de conflits entre locaux, entreprises et collectivités comme l'a démontré une étude de ParisTech sur les conflits liés aux ISDND en Ile-de-France.

### Traitement après tri à la source
On peut distinguer deux fractions :
- la fraction fermentescible des ordures ménagères (FFOM) ;
- le reste ou fraction non fermentescible des ordures ménagères (FNFOM).

Chaque fraction peut se subdiviser en sous-fractions qui reçoivent chacune un traitement différent selon leur nature.

#### Traitement de la FFOM
La fraction fermentescible des ordures ménagères pose un gros problème de collecte. En effet, il est difficile de conserver plus de trois à quatre jours un bioseau de déchets fermentescibles sans qu'il se mette à dégager des odeurs pestilentielles. La FFOM est riche en eau et il convient de la déshydrater en la déversant dans des bacs spéciaux : les compostainers. Ce sont des conteneurs à double paroi, le bac interne se terminant par une paroi horizontale ajourée qui laisse s'écouler les lixiviats au fond du conteneur externe qui est ventilé. Des déchets peuvent se conserver plus de 15 jours dans ces bacs aérés sans dégager d'odeurs méphitiques.
La FFOM peut être traitée par :
- compostage (traitement domestique ou industriel)[4] ;
- méthanisation.

La FFOM doit être issue de déchets ménagers organiques triés à la source et être exempte de toutes substances toxiques. Le compostage domestique est aisé à pratiquer en habitat individuel pourvu d'un jardin. Le compostage industriel est pratiqué dans des installations de grande taille appelées plateformes de compostage. Plateformes de compostage ou usines de méthanisation font passer la FFOM dans des bioréacteurs stabilisateurs. Des déchets verts broyés sont mélangés à la FFOM ainsi que des débris de cartons. L'ajout de bois broyés tels que ceux des palettes est formellement déconseillé. Ces bois sont traités avec des biocides. Or, l'objectif final est d'obtenir un compost utilisable en agriculture.

#### Traitement de la FNFOM
La fraction non fermentescible des ordures ménagères (FNFOM ou RESTE) est considérée par les industriels du recyclage comme la plus intéressante économiquement.
Le tri à la source évite à la FNFOM les souillures qui rendraient impropre à tout recyclage les composants de la FNFOM.
Chaque composant va faire l'objet d'un traitement approprié. Par exemple, à Montpellier, la filière DEMETER recueille d'importants tonnages de cartons et papiers qui font l'objet d'un acheminement par camions vers le port de Barcelone. Des usines chinoises traitent ces ballots pour en tirer des papiers de qualité revendus dans le monde.

## Controverses
Les unités de traitement des ordures ménagères ou UTOM ont été au centre des débats du Grenelle de l'environnement et des Grenelle régionaux, bien que les associations de défense de l'environnement agréées (CNIID, WWF, France-Nature environnement, etc.) aient dû se battre bec et ongles pour obtenir que le problème et ses solutions vraiment écologiques soient pris en compte et apparaissent dans les conclusions[réf. nécessaire]. Le problème vient de ce que les industriels de la branche ont conçu des unités de traitement des ordures ménagères (UTOM) basées sur une législation datant d'avant le Grenelle. Le vieux procédé de l'incinération (combattu par de nombreuses associations), l'utilisation de décharges monstrueuses (décharge du Thôt de Lattes-Montpellier), les projets comme celui de Fabrégues (Hérault, abandonné maintenant) et des réalisations calamiteuses (Amétyst, Montpellier) permettent de classer ces solutions « miracles » comme des impostures écologiques. La preuve en est donnée chaque jour aux riverains de ces ensembles ou de ceux à venir. Il existe pourtant des solutions sérieuses et des constructeurs expérimentés.

### Valorisation énergétique
(novembre 2021).
- Si vous ne connaissez pas le sujet, laissez ce bandeau (vous pouvez alors contacter les auteurs).
- Si vous supprimez le contenu mis en cause (vous pouvez préalablement contacter les auteurs),

argumentez précisément cette suppression dans la page de discussion
(un manque de référence n'est pas un argument ; une recherche réelle de référence doit avoir été effectuée, être formellement documentée).
L'expression valorisation énergétique consiste à récupérer et valoriser l'énergie produite lors du traitement des déchets par différents biais, parmi lesquels la combustion, la biomasse ou encore la méthanisation. L'énergie produite est ensuite utilisée sous forme de chaleur ou d'électricité. La valorisation peut aussi être effectuée directement (pour les déchets ménagers ou municipaux) ou elle peut être différée (pour les déchets industriels).
Dans son ouvrage, Dany Dietmann qualifie ce procédé (le feu purificateur) :

« L'incinérateur n'est en fait qu'un gigantesque disperseur atmosphérique, doublé d'un redoutable synthétiseur de substances toxiques comme les dioxines »

— p. 40-41, Dany Dietmann
Une tonne de déchets ménagers incinérée demande la consommation de 6 tonnes d'air nécessaires pour fournir l'oxygène nécessaire à la combustion. Elle produit :
- 6 640 kg de fumées dont 950 kg de CO2 (dioxyde de carbone[7]) et divers COV, HAP, dioxines ;
- 545 kg de déchets humides (lavage des fumées) ;
- 320 kg de mâchefers ;
- 40 kg de REFIOM (métaux lourds, dioxines, etc.),

soit 7 545 kg très toxiques en sortie à multiplier par le tonnage journalier, mensuel et annuel d'un tel UTOM ! Les filtrats des fumées et les mâchefers toxiques vont aller garnir les décharges de classe 1 ainsi que les décharges hydrauliques. Et la décharge atmosphérique ? Ce qui ne se voit pas n'est pas forcément inexistant.
La chaleur produite est volatile et ne peut être stockée, de même que l'électricité des moteurs de cogénération. Un bilan objectif du point de vue de l'environnement, effectué par les associations membres de commissions locales d'information et de surveillance (CLIS), montre que la pollution aux dioxines est effective. Quel bénéfice exact ? L'intérêt écologique à long terme, face aux intérêts économiques à court-terme.

### Tri mécanobiologique
Le tri mécanobiologique ou traitement mécano-biologique est une technique controversée visant à recycler ou optimiser le traitement des ordures ménagères résiduelles (OMR). À l'heure actuelle, le TMB fait l'objet de critiques des associations de défense de l'environnement comme de l'Ademe qui en précise les limites.
Sur 15 sites de TMB français, seuls quatre produisent un compost répondant à la norme NF U 44-051.
Le tri mécanobiologique est le plus souvent utilisé pour « stabiliser » des OMR en les débarrassant de la FFOM, le reste (la FNFOM) ou « stabilisat » étant destiné à être enfoui dans des ISDND. Les stabilisats sont assimilés à des déchets non dangereux et ne devraient plus continuer à fermenter. Or, le plus souvent ils continuent leur fermentation, preuve qu'ils ne sont pas des déchets ultimes.

## Sources